# 飯盛霊園組合 飯盛斎場
飯盛霊園組合飯盛斎場（いいもりれいえんくみあいいいもりさいじょう）は大阪府四條畷市大字下田原２４５７番地に所在する火葬場である。
広域組合による斎場の嚆矢でもある。

## 解説
組合加盟は大阪府守口市・門真市・大東市・四條畷市の４市で、加盟前は守口市が独自の市営火葬場を持ち、寝屋川市に市営斎場を備える以外の３市には火葬場がなく、守口市営火葬場も老朽化が進み、４市による広域組合を1965年（昭和４０年）8月に結成、1968年（昭和43年）12月25日より飯盛斎場が操業を開始した。
宗教色を払拭した煙突式火葬棟であったが、1992年(平成4年）8月に老朽化に伴い改築に着工、翌1993年(平成5年)11月に竣工、同年12月より供用開始。しかし新斎場供用開始から29年余が経過しており、隣接する奈良県生駒市・京都府宇治市・奈良市以外火葬場を所有していないため府県問わず近隣市町の利用もあり、老朽化が著しいため建て替えが計画されている。殊京都府京田辺市は、火葬を当斎場や宇治市営斎場・京都市中央斎場・大阪府枚方市立火葬場やすらぎの社のいずれかの施設を利用した市民に対し火葬料の補助金を事後申請で支給している。

## 施設概要
データは現在の斎場のものを記す。
- 名称 　飯盛斎場
- 所在地 〒575-0012　大阪府四條畷市大字下田原2457番地
- 休場日　1月1日
- 規模 　  敷地面積：11,404m2　延床面積：2,566m2　（火葬棟面積1748.94m2　待合棟面積817.77m2）
- 火葬炉   標準炉10基、補助炉１基（標準炉は長さ197cm、幅65cm、高さ48cm、総重量150kgまで）白灯油使用
- 補助炉   補助炉での火葬（死胎、人体の一部等）は通常火葬枠とは別に入場時間は 10:20 限定。 死胎（死産児）を除く補助炉での火葬は友引の日のみ
- 待合棟   待合ホール：1ホール　待合和室：2室（各20畳） 軽食コーナー：１室（48.75m2）　キッズコーナー：1箇所 　授乳室：1室
- 駐車場　乗用車47台　バス5台　合計52台
- 告別室   3室
- 収骨室 2室
- 霊安室 1室（保管庫2台）

## 火葬料金
- 組合員（守口市門真市大東市四条畷市に住民登録を置く者を組合員と指す。12歳以上 20.000円 12歳未満  13.000円　妊娠4カ月以上の死胎

　4.000円
- それ以外の者　12歳以上 120.000円　12歳未満  78.000円　妊娠4カ月以上の死胎　24.000円(上記金額を一旦葬家で建て替え支払後火葬執行完了の埋葬許可証と共に申請すると補助金が支給される京都府京田辺市）